# (6618) 1936 SO
(6618) 1936 SO (1936 SO, 1977 QM2, 1994 CL1) — астероїд головного поясу.
Тіссеранів параметр щодо Юпітера — 3.872.